# Atentado del SS Patria
El atentado del SS Patria fue un suceso que tuvo lugar el 25 de noviembre de 1940 a bordo del transatlántico SS Patria cuando se produjo una explosión a bordo con el consecuente hundimiento del mismo en el puerto de Haifa, Mandato Británico de Palestina fruto de un artefacto explosivo colocado a bordo por la organización paramilitar Haganá. En consecuencia fallecieron 267 personas y 172 resultaron heridas.
En aquel momento, el Patria transportaba alrededor de 1.800 refugiados de origen judío procedentes de los territorios europeos ocupados por el III Reich. Sin embargo, estos carecían de permiso de entrada y las autoridades británicas decidieron deportarlos a Islas Mauricio, decisión a la que se opusieron varios grupos sionistas, entre ellos el Haganá, los cuales portaron una bomba con la que pretendían impedir la marcha del navío.
El Haganá subestimó la potencia del artefacto y la consecuente explosión voló al completo un lado del barco, el cual se hundió en 16 minutos y dejó atrapadas a centenares de personas en el interior. Los británicos permitieron la entrada de los supervivientes al país por razones humanitarias.
El autor de la acción fue un misterio hasta 1957, cuando Munya Mardor publicó un libro en el que cuenta los detalles del atentado.

## Trasfondo
Antes de la entrada en vigor de la Solución Final, política que permitiría a los alemanes reducir drásticamente la población judía en Europa, varias organizaciones judías trataron de trasladar a varios ciudadanos desde distintos puntos de Europa hasta el Mandato Británico de Palestina violando varias normativas de inmigración aprobadas por el Gobierno Británico.
Las autoridades nazis vieron una oportunidad para deshacerse de la población judía y trasladar el "problema" a los británicos. La Zentralstelle für jüdische Auswanderung (o ZjA por sus siglas en alemán), Oficina Central para los Emigrantes Judíos, trabajó bajo la supervisión de Adolf Eichmann. Su trabajo consistía en gestionar las expatriaciones en todos los territorios ocupados. En septiembre de 1940, la ZjA fletó tres navíos: SS Pacific, SS Milos y SS Atlantic desde el puerto de Tulcea, Rumanía hasta Palestina. En total habría cerca de 3.600 refugiados desde las comunidades judías de Viena, Gdansk y Praga.
El 1 de noviembre el Pacific fue el primero en cruzar las aguas territoriales palestinas seguido por el Milos días después. La Royal Navy interceptó los cruceros y los escoltó hasta el puerto de Haifa. Ante la posibilidad de entrar en conflicto con la población árabe del territorio, puesto que la situación empezaba a mejorar a raíz de las campañas en el Desierto Occidental, la Oficina Colonial Británica rechazó la entrada de los recién llegados.
El Alto Comisionado, Sir Harold MacMichael firmó una orden de deportación para el 20 de noviembre en el que instaba a trasladar a los refugiados a Islas Mauricio o a la colonia británica de Trinidad.

### Barco

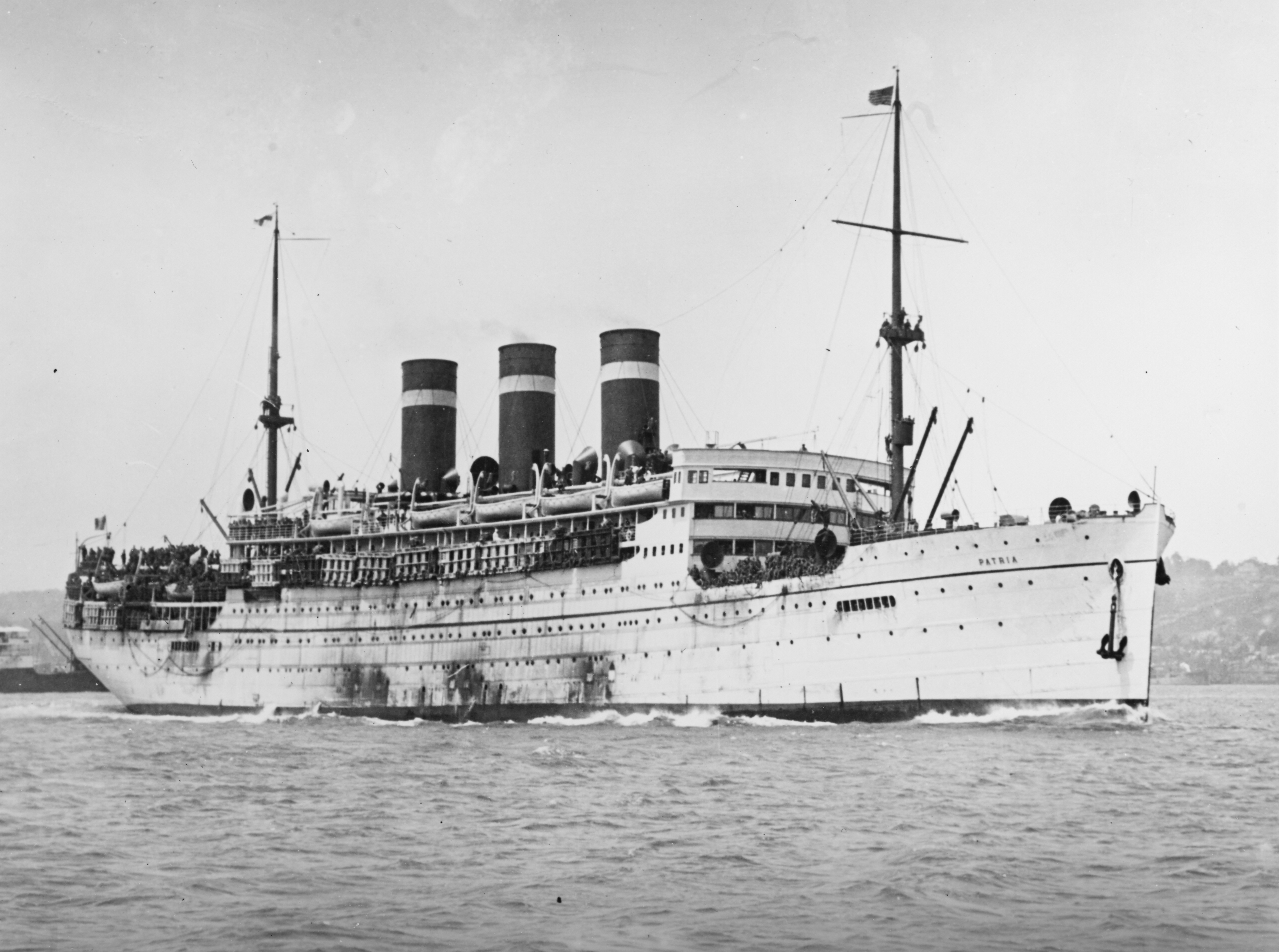
El SS Patria en 1914.

Los refugiados, una vez en tierra, fueron llevados a otra embarcación: el SS Patria, construido en 1913. El navío perteneció a la compañía mensajera Messageries Maritimes, la cual operaba en Marsella para la zona del Levante mediterráneo. Llegó al puerto de Haifa días antes de que Italia declarase la guerra a Francia y desde entonces permaneció en Oriente Próximo por seguridad. Posteriormente, las autoridades británicas usaron el barco para transportar tropas después de que Francia recapitulase ante los nazis, pero tras haber sido requisado, fue posteriormente autorizado a transportar 1.800 soldados (tripulación excluida).

## Hundimiento
Varios movimientos sionistas se opusieron al plan de deportación y trataron de sabotear e impedir la misión: el Irgún trató de colocar un explosivo, por otro lado el Haganah buscaba sabotear el barco y ganar tiempo. Por aquel entonces, Yitzhak Sadeh fue el oficial al mando del grupo, el cual contó con el beneplácito de Moshe Sharett, líder de la Agencia Judía para Israel mientras David Ben-Gurion se encontraba ausente.
El 22 de noviembre, varios miembros del Haganah introdujeron dos kilos de explosivo dentro del barco y lo programaron para que explotara a las 21:00 (hora local) de aquel día, sin embargo se produjo un fallo. Dos días después repitieron la acción introduciendo el artefacto en el casco interior de la nave. Finalmente haría explosión el 25 de noviembre, no obstante, la organización no calculó bien los efectos de la carga. En consecuencia, se produjo una vía de 3 por 2 metros de diámetro en el casco y el Patria se hundió en 16 minutos.
En el momento de la deflagración, había 1.770 refugiados del Pacific y del Milos; y otros 134 del Atlantic. La mayoría fueron rescatados por embarcaciones británicas y árabes. Hubo 267 fallecidos y 172 heridos. La mayor parte de las víctimas mortales se encontraban en el interior del barco.